# Киркман (Ајова)
Киркман (енгл. Kirkman) град је у америчкој савезној држави Ајова. По попису становништва из 2010. у њему је живело 64 становника.

## Демографија
Према попису становништва из 2010. у граду је живело 64 становника, што је -12 (-15.8%) становника више него 2000. године.
| Група             | 2000.      | 2010.      |
| Белци             | 73 (96,1%) | 62 (96,9%) |
| Афроамериканци    | 0 (0,0%)   | 0 (0,0%)   |
| Азијати           | 1 (1,3%)   | 0 (0,0%)   |
| Хиспаноамериканци | 2 (2,6%)   | 2 (3,1%)   |
| Укупно            | 76         | 64         |